# Challenge Desgrange-Colombo 1950
De Challenge Desgrange-Colombo 1950 was de derde editie van dit regelmatigheidsklassement.
Voor deze derde editie bestond de kalender uit dezelfde tien koersen als in 1949. Wel werd de puntentelling aangepast: slechts de beste vijftien coureurs in een koers konden nu punten verdienen (voorheen waren dat de beste 25). Renners moesten in elk van de organiserende landen (Frankrijk, Italië en België) aan minimaal een van de drie wedstrijden hebben meegedaan om in aanmerking te komen voor het eindklassement. Deelname aan de Ronde van Zwitserland was hiervoor niet verplicht. Eindwinnaar was Ferdi Kübler. Het landenklassement werd voor de derde keer gewonnen door Italië.

## Wedstrijden
| Datum              | Koers                        | Winnaar             |
| ------------------ | ---------------------------- | ------------------- |
| 2 april            | Ronde van Vlaanderen (1950)  | Fiorenzo Magni      |
| 9 april            | Parijs-Roubaix (1950)        | Fausto Coppi        |
| 16 april           | Parijs-Brussel (1950)        | Rik Van Steenbergen |
| 17 april           | Milaan-San Remo (1950)       | Gino Bartali        |
| 1 mei              | Waalse Pijl (1950)           | Fausto Coppi        |
| 7 mei              | Parijs-Tours (1950)          | André Mahé          |
| 24 mei–13 juni     | Ronde van Italië (1950)      | Hugo Koblet         |
| 24 juni–1 juli     | Ronde van Zwitserland (1950) | Hugo Koblet         |
| 13 juli–7 augustus | Ronde van Frankrijk (1950)   | Ferdi Kübler        |
| 22 oktober         | Ronde van Lombardije (1950)  | Renzo Soldani       |

## Puntenverdeling
| Wedstrijd                      | 1e | 2e | 3e | 4e | 5e | 6e | 7e | 8e | 9e | 10e | 11e | 12e | 13e | 14e | 15e |
| ------------------------------ | -- | -- | -- | -- | -- | -- | -- | -- | -- | --- | --- | --- | --- | --- | --- |
| Rondes van Italië en Frankrijk | 40 | 34 | 30 | 26 | 22 | 20 | 18 | 16 | 14 | 12  | 10  | 8   | 6   | 4   | 2   |
| Overige wedstrijden            | 20 | 17 | 15 | 13 | 11 | 10 | 9  | 8  | 7  | 6   | 5   | 4   | 3   | 2   | 1   |

## Eindklassementen

### Individueel
| Plek | Renner          | Punten |
| ---- | --------------- | ------ |
| 1    | Ferdi Kübler    | 89     |
| 2    | Fiorenzo Magni  | 68     |
| 3    | Hugo Koblet     | 60     |
| 4    | Fausto Coppi    | 56     |
| 5    | Gino Bartali    | 54     |
| 6    | Raymond Impanis | 36     |
| 7    | Jean Kirchen    | 35     |
| 8    | Stan Ockers     | 34     |
| 9    | Louison Bobet   | 32     |
| 9    | Guy Lapebie     | 32     |

### Landen
Voor het landenklassement telden de punten van de beste vijf renners per koers mee (in tegenstelling tot de UCI World Tour, waar de beste vijf renners in de eindstand meetellen).
| Plek | Land        | Punten |
| ---- | ----------- | ------ |
| 1    | Italië      | 420    |
| 2    | Frankrijk   | 349    |
| 3    | België      | 300    |
| 4    | Zwitserland | 176    |
| 5    | Luxemburg   | 64     |

1948 · 1949 · 1950 · 1951 · 1952 · 1953 · 1954 · 1955 · 1956 · 1957 · 1958